# Scopula inangulata
Scopula inangulata là một loài bướm đêm trong họ Geometridae.